# Banca Marmorosch Blank
Banca Marmorosch, Blank & Co a fost o bancă istorică românească înființată în 1848 de către Iacob Marmorosch. Acesta s-a asociat cu Mauriciu Blank la 1 ianuarie 1864 și au pus bazele noii bănci, cu numele consacrat. A avut sediul în Palatul Băncii Marmorosch Blank din București. Este cunoscută pentru importanța pe care a avut-o la începutul anilor 1920, pentru implicarea în politica românească, dar și pentru răsunătorul ei faliment din 1931. A fost desființată în 1948.

## Istoric
Banca Marmorosch a fost una din cele mai vechi bănci din România, fondată inițial în 1848, sub formă de casă de bancă, în contextul renașterii politice și naționale a țării. Sediul ei era într-o căsuță din unul din cele mai vechi cartiere ale Bucureștiului. Fondatorul ei a fost Iacob Marmorosch, care s-a asociat cu bancherul Loebel iar în 1864 cu Mauriciu Blank. 
În 1905 banca a fost transformată în societate pe acțiuni, cu un capital social de 8.000.000 de lei. Ulterior capitalul a fost sporit până la 125.000.000 de lei. Banca avea relații de afaceri cu puternice grupări bancare germane, austriece, franceze și americane, fiind folosită de către acestea drept canal principal pentru pătrunderea capitalurilor occidentale în economia României. 

Acțiune emisă de Banca Marmorosch Blank în 1919

În anii 1920 Banca Marmorosch Blank era cea mai puternică bancă comercială din România. În anul 1923 banca avea 25 de sucursale în Regat și patru în străinătate (Paris, Istanbul, Viena și New York). Totodată banca controla circa 115 firme prin intermediul cărora era puternic legată de marile companii din fosta tabără a Aliaților din primul război mondial (Marea Britanie, SUA, Franța) dar menținea în paralel și legături mai vechi pe care le avea cu bănci din tabăra opusă, precum Pester Ungarische Kommerzial Bank și Darmstadter Bank. 
Ca urmare a crizei economiei mondiale din 1930, la 21 octombrie 1931, Banca Marmorosch Blank a intrat în incapacitate de plată,. Formal, banca a fost declarată în concordat preventiv, o formă de administrație în care compensarea creditorilor se făcea sub supravegherea Băncii Naționale a României (BNR). Inițial, BNR a intervenit prin mecanisme financiare tipice, preluându-i debite insolubile și acordându-i credite preferențiale. Acțiunile BMB au trecut din proprietatea acționarului majoritar, Aristide Blank, în proprietatea statului , iar o parte din imobilele BMB au fost preluate de BNR, cum este cazul sediului BNR din Constanța. Blank a rămas administrator al Băncii, astfel continuând să defraudeze banca prin transferul din fondurile BMB, alminteri poprite, în propriul buzunar .
La instaurarea dictaturii regale, Blank devine o persoană centrală pentru camarila care guverna țara în modul cerut de Carol al II-lea, fiind considerat principalul sponsor al Regelui . Banca Marmorosch Blank a primit un tratament preferențial din partea guvernului, ajungându-se la demiterea guvernatorului BNR, Mihail Manoilescu, care se opunea metodelor neconvenționale de redresare a BMB. Întrucât tribunalul stabilise că numai achitarea de către Blank a datoriei către guvern poate să îi readucă în proprietate acțiunile BMB, guvernul carlist oferă companiei Discom, proprietate a lui Blank, fără licitație, concesiunea pentru desfacerea de tutun și sare, care fuseseră până atunci monopolul Statului . În alt scandal, Primăria Municipiului București a fost obligată de guvern să cumpere la suprapreț un teren al lui Blank, anume o mlaștină pe care se află azi Parcul Bordei.
Prin contrast, după abdicarea regelui Carol al II-lea, temporarul Stat Național Legionar, dar și dictatura antonesciană, au aplicat lui Blank un tratament discriminatoriu. Lui Aristide Blank s-a imputat o datorie personală enormă către bugetul de stat. În 1944, guvernul prosovietic i-a restituit lui Blank averea personală, însă nu și acțiunile la BMB, revenindu-se astfel la starea de fapt dinainte de dictaturi. Cu Blank în continuare administrator, BMB continuă să înregistreze pierderi.

## Lichidarea băncii
La 4 iunie 1948, ca urmare a datoriilor sale și pe fondul răcirii relațiilor între proprietari și guvern, Banca Marmorosch Blank a intrat din nou în insolvență și a fost lichidată. Astfel, istoria BMB a luat sfârșit, în anul centenarului de la înființarea sa, independent de decretele de naționalizare ce vor fi publicate abia pe 11 iunie. O parte din bunurile sale imobile au ajuns în patrimoniul principalului său creditor, BNR, care ulterior le-a alocat unor departamente ce au fost reorganizate ca instituții independente. Acestea din urmă includ Banca Comercială Română (BCR), care este fosta divizie de operații cu persoanele fizice a BNR, desprinsă din banca-mamă în 1990 și privatizată în 2003, precum și Banca Română de Comerț Exterior (BRCE, ulterior Bancorex), care este fostul departament de operații externe a BNR, la rându-i desprinsă din banca-mamă în 1968 și absorbită în 1999 de BCR.
Ultimul său director, Aristide Blank, a fost inițial condamnat pentru trădare în 1953, însă a fost eliberat în 1955 și a emigrat la Paris în 1958.